# Jean François Cusson
Jean-François Cusson (ur. 24 września 1977 r.) – kanadyjski narciarz, specjalista narciarstwa dowolnego. Nigdy nie startował na mistrzostwach świata ani na igrzyskach olimpijskich. W sezonie 1997/1998 zajął 54. miejsce w klasyfikacji generalnej.
W 1999 r. zakończył karierę.

## Sukcesy

### Miejsca w klasyfikacji generalnej
- 1997/1998 – 54.

### Miejsca na podium
1. La Plagne – 19 grudnia 1997 (Jazda po muldach) – 2. miejsce
2. La Plagne – 19 grudnia 1997 (Jazda po muldach) – 2. miejsce

- W sumie 2 drugie miejsca.